# Beblenheim
Beblenheim (en alsacià Bàwle) és un municipi francès, situat a la regió del Gran Est, al departament de l'Alt Rin. L'any 1999 tenia 943 habitants.

## Demografia
| 1962 | 1968 | 1975 | 1982 | 1990 | 1999 |
| ---- | ---- | ---- | ---- | ---- | ---- |
| 737  | 801  | 805  | 883  | 918  | 943  |

## Administració
| Període   | Identitat     | Partit |
| --------- | ------------- | ------ |
| 1995-2001 | Michel Fichou |        |
| 2001-     | Pierre Adolph |        |